# Distretto di Moho
Il distretto di Moho è un distretto del Perù, facente parte della provincia di Moho, nella regione di Puno.

## Gruppi etnici
Gli abitanti del distretto sono principalmente cittadini indigeni di origine aymara. L'aymara è la lingua che la maggior parte della popolazione (80,47%) ha imparato a parlare nell'infanzia, mentre il 18,60% dei residenti ha iniziato a parlare lo spagnolo (censimento del Perù del 2007).